# ويليام بانغ
ويليام بانغ (بالإنجليزية: William Bunge)‏ هو جغرافي واقتصادي أمريكي، ولد في 1928 في لاكروس في الولايات المتحدة، وتوفي في 31 أكتوبر 2013.